# 金子誠一 (陸上選手)
金子 誠一（かねこ せいいち、1967年 - ）は、日本の陸上競技選手、山口県庁職員（障害者支援課）。専門種目はマラソン。10000メートル競走とマラソンの元日本ろう記録保持者。

## 経歴・人物
生まれつき進行性難聴を持っており、27歳の時にほとんどの聴力を失った。
23歳のときに職場の駅伝チームに誘われて陸上競技を始め、29歳の時に初めてフルマラソンに出場。33歳から本格的に取り組み始め、35歳の時に別府大分毎日マラソンで日本ろうタイ記録を樹立。2005年メルボルンデフリンピックで10000mとマラソンの代表に初選出。10000mは34分26秒36で7位、マラソンは2時間53分57秒で5位に入賞した。2006年、第60回福岡国際マラソンで2時間29分5秒を記録し、自身の持つ日本ろう記録を4年ぶりに更新。2008年に第57回別府大分毎日マラソンで2時間28分49秒を記録し、更に当時の日本ろう記録を更新した。翌年に第35回洞爺湖マラソンで総合2位に輝き、2009年台北デフリンピックのマラソンの代表に選出。2時間40分21秒で銅メダルを獲得した。2013年ソフィアデフリンピックではマラソンが開催競技にならない可能性があったものの、マラソンの代表選手として選出された。しかし、怪我による調整遅れで、2時間46分6秒で6位入賞の結果に終わった。
現在もマラソン大会や、マスターズの陸上大会に出場し、現役を続けている。

## 自己記録
- 800m - 2分15秒60 （2017年10月22日：全九州マスターズ陸上競技選手権大会）
- 1500m - 4分21秒6 （2004年5月16日：キラリンピック）
- 5000m - 15分34秒46 （2006年6月24日：山口ナイター陸上）
- 5000m（M40クラス） - 15分44秒60 （2008年4月13日：山口県陸上競技記録会）
- 10000m - 32分26秒92 （2002年9月16日：全国ろうあ者体育大会）
- 10000m（M40クラス） - 32分41秒51 （2008年5月3日：山口県選手権）
- 3km - 9分28秒 （2006年2月11日：山口市民ロードレース）
- 5km - 15分50秒 （2006年4月16日：大原湖さくらロードレース）
- 10km - 31分48秒 （2004年4月4日：豊浦ロードレース）
- 10km（壮年） - 33分17秒 （2008年4月6日：田布施川さくら健康マラソン）
- 20km - 1時間6分37秒 （2005年10月9日：もみのき森林公園ファミリーマラソン）
- ハーフマラソン - 1時間10分54秒 （2002年9月23日：シティマラソン福岡2002）
- マラソン - 2時間28分49秒 （2008年2月3日：別府大分毎日マラソン）